# Áno Scholári
Áno Scholári (Ano Scholari) är en ort i Grekland.   Den ligger i prefekturen Nomós Thessaloníkis och regionen Mellersta Makedonien, i den nordöstra delen av landet, 280 km norr om huvudstaden Aten. Áno Scholári ligger 177 meter över havet och antalet invånare är 178.
Terrängen runt Áno Scholári är huvudsakligen platt, men österut är den kuperad. Áno Scholári ligger uppe på en höjd.Runt Áno Scholári är det ganska tätbefolkat, med 78 invånare per kvadratkilometer. Närmaste större samhälle är Kalamaria, 13,6 km norr om Áno Scholári. Trakten runt Áno Scholári består till största delen av jordbruksmark.